# Стационе ди Ђункарико (Гросето)
Стационе ди Ђункарико је насеље у Италији у округу Гросето, региону Тоскана.
Према процени из 2011. у насељу је живело 19 становника. Насеље се налази на надморској висини од 23 м.